# Nadia Tagrine
Nadia Tagrine   (París, 13 de juliol de 1917 - Château-Thierry, 1 de juny de 2003) fou una pianista francesa d'origen rus.

## Biografia
Va aprendre el piano amb dos pianistes refugiats russos: Lubochitz i Kamtchattoff, al Conservatori Nacional Superior de París amb Lazare Lévy, Yves Nat i Joseph Calvet en música de cambra.
Posteriorment, sempre buscant millorar, va enriquir els seus coneixements, entre d'altres, amb Vlado Perlemuter, Samson François, el seu amic del Conservatori i, finalment, el 1956, György Sebok.
La seva admiració, la seva estima per aquest últim són immenses: és qui el va fer aprofundir en el món de la flexibilitat (descobert gràcies a Lazare-Lévy), així com el joc basat completament en la relaxació i la recerca d'un so bell. Segons el seu consell, va deixar de donar concerts durant un any per canviar completament la seva tècnica i adaptar-se a la de l'escola hongaresa.
El 25 d'agost de 1944 perd tràgicament el seu germà petit Michel (Creu d'Alliberament a títol pòstum), violinista de 21 anys i estudiant de Galamian, i al cap d'uns mesos el seu pare Boris, metge.
El destí li fa conèixer a Roland-Manuel, que busca veu per a un programa de ràdio diàleg. Ell serà el seu pare espiritual i ella acollirà amb ell a partir d'octubre de 1944 el famós programa "Plaisir de la Musique". Va ser una transmissió pública, en directe, que es feia cada diumenge a la sala Favart. Els diàlegs entre Nadia Tagrine i Roland-Manuel es van intercalar amb peces interpretades com a solista o amb una orquestra de Nadia Tagrine. Manuel Rosenthal, Lily Laskine, Francis Poulenc, Henri Dutilleux, Claude Delvincourt, Arthur Honegger,
Irène Joachim i Jacques Chailley van ser una de les moltes personalitats convidades a dialogar amb ells. La última emissió va tenir lloc a l'octubre de 1966. D'aquestes emissions (edicions de Seuil) s'extrauran quatre llibres i es traduiran a l'alemany, al castellà i al japonès.
Nadia Tagrine produïa per si mateixa altres programes de ràdio: "Toccata et variation sur un piano", cada dues setmanes del 1958 al 1972, i "Intèrprets d'ahir i d'avui", del 1972 al 1975. Durant una gira per Escòcia el 1947, va conèixer el seu marit Marc-André Béra, Normalien, professor associat d'anglès, aleshores director de l'Institut Francès d'Edimburg. Van romandre casats durant gairebé 40 anys, fins a la mort d'aquest últim, el 31 de març de 1990. Tenen dos fills junts: Michel, normal, agregat en matemàtiques i Nathalie, pianista.
Nadia Tagrine ofereix nombrosos concerts tant a França com a l'estranger. Va actuar com a solista sota la direcció de directors com Ernest Ansermet, Hans Rosbaud, Manuel Rosenthal, Tony Aubin, Edmond Appia, Jean-François Paillard, Fernand Oubradous o Serge Baudo. El seu repertori era immens. Combinaba totes les èpoques, tots els estils, amb el mateix desig de descobrir i fer estimar la música dels seus contemporanis. Entre ells: Francis Poulenc, Henri Sauguet, Erik Satie, Darius Milhaud, Jacques Ibert, Georges Auric, Jean Françaix, Jean-Yves Daniel-Lesur, Germaine Tailleferre, Olivier Messiaen.
També crearà diverses obres escrites per a ella: "Nocturne-Songe" de Roland-Manuel - 13 pintures ingènues d'Alain Bernaud - "Danse des puppins" de Jean Rivier - El meu piano (12 peces fàcils) de Jacques Chailley. Els seus companys de música de cambra seran primer el seu germà Michel, després entre altres els violinistes Devy Erlih i Yvonne Astruc, els violoncel·listes Paul Bazelaire, Maurice Gendron i Maurice Baquet, els flautistes Marcel Moyse i Jean-Pierre Rampal.
Imparteix classes a les classes superiors a la Schola Cantorum de París del 1959 al 1980 i del 1978 al 1980 al Conservatori Nacional Superior de Música de París en un cicle superior, com a ajudant de Vensislav Yankoff, on té com a alumna la seva filla Nathalie. El 1970 va reviure el "Conservatoire Hortense Parent", carrer de Tournon a París, i el 1980, després d'abandonar la Schola, va desenvolupar aquest Conservatori obrint moltes classes d'instruments i teoria de la música. Hi haurà més de 170 estudiants a l'any.
Nadia Tagrine es dividirà durant diversos anys entre la seva carrera concertística i la de professora, formant nombrosos intèrprets i professors, incloent: compositor i professor associat de Laurent Grynszpan, François Kerdoncuff, Annie Devize-Nalezny, Jean-Pierre Bartoli, Sylvie Lechevalier, Emmanuelle Bartoli, Gisèle Magnan, Philippe Tamborini, Maud Garbarini, Irène Kudela, Stéphane Fuks, Véronique Bonnecaze i, per descomptat, la seva filla Nathalie Béra-Tagrine.
Era membre del jurat del Conservatori Nacional de Música de París, en concursos nacionals i internacionals, així com en jurats de música i instruments especialitzats de la Universitat de París IV Sorbona.
El 1984 va ser nomenada vicepresidenta del Gremi Francès d'Artistes Solistes.
Fins al final de la seva vida, als 86 anys, tocarà 2 pianos o 4 mans amb la seva filla, transmetrà els seus coneixements i compartirà la passió per la música amb els seus alumnes, sempre ensenyant amb dinamisme i alegria.
Està enterrada al cementiri de Vendières (Aisne). El 2011, la seva filla li va dedicar un mètode de piano que va transmetre el seu ensenyament: el mètode Tagrine (Van de Velde).

## Discografia
- 1959 Wilhelm Friedemann Bach: Sonata en sol major i 6 polonesos. Erato EFM 42048 33 t
- 1963 Daniel-Lesur: Variacions per a piano i orquestra de corda. Erato mono LDE 3235 - estèreo STE 50135 33rpm
- 1984 Diverses peces per als primers anys de piano. "PIANINO 1". Pianissime MAG 2015 33 t

## Premis
- Cavaller de l'Orde Nacional del Mèrit.
- Oficial d'Arts i Lletres